# 17K-AM

17K-AM 打ち上げ機の模式図

17K-AMは1993年にロシア空軍によって計画され、チェロメイによって製造される予定だった2段式のロシアの人工衛星打ち上げ機である。調査の段階に留まった。機体は宇宙船を搭載した状態で水平に発射され、軌道に到達する予定だった。